# Gerard Noel (Royal Navy)
Pour les articles homonymes, voir Gerard Noel.
Gerard Henry Uctred Noel, né le 5 mars 1845 et est décédé le 23 mai 1918, est un amiral de la flotte britannique.

## Biographie
Engagé dans la Royal Navy dès 1859, il rejoint la flotte de Méditerranée et prend part, en 1898, à l'occupation de la Crète insurgée contre l'Empire ottoman. Il est nommé commandant-en-chef de la Home Fleet en 1900, commandant-en-chef de la China Station en 1904 puis commandant-en-chef The Nore en 1907.
Promu amiral de la flotte en 1908, il prend sa retraite en 1915.